# Веселівська сільська рада (Межівський район)
| Веселівська сільська рада — колишній орган місцевого самоврядування у Межівському районі Дніпропетровської області з адміністративним центром у с. Веселе. Сільській раді були підпорядковані населені пункти: - с. Веселе - с. Олександрівка - с. Попутне |

## Склад ради
Рада складалася з 16 депутатів та голови.

## Керівний склад сільської ради
| ПІБ                           | Основні відомості                                                                         | Дата обрання | Дата звільнення |
| ----------------------------- | ----------------------------------------------------------------------------------------- | ------------ | --------------- |
| Кужільний Віктор Іванович     | Сільський голова, 1949 року народження, освіта, член Всеукраїнського об'єднання «Громада» | 26.03.2006   | 31.10.2010      |
| Іванисенко Валентина Павлівна | Сільський голова, 1968 року народження, освіта вища, член Партії регіонів                 | 31.10.2010   |                 |

Примітка: таблиця складена за даними джерела